# Дубов, Всеволод Борисович

Могила Дубова на Лукьяновском военном кладбище Киева.

Всеволод Борисович Дубов (1902—1975) — генерал-лейтенант Советской Армии, участник Гражданской и Великой Отечественной войн.

## Биография
Всеволод Дубов родился 22 мая 1902 года в Санкт-Петербурге. До военной службы работал библиотекарем, конторщиком, чертёжником. В октябре 1919 года Дубов пошёл на службу в Рабоче-крестьянскую Красную Армию. Участвовал в боях Гражданской войны, в том числе в сражениях с войсками генерала Николая Юденича и подавлении Кронштадтского восстания.
После окончания Гражданской войны Дубов продолжил службу в Красной Армии. В 1921 году он окончил Петроградские кавалерийские курсы командного состава, в 1923 году — повторные курсы командного состава Отдельной Кавказской армии. Служил в кавалерийских частях на Кавказе, участвовал в подавлении антисоветских выступлений. С 1932 года Дубов служил на Дальнем Востоке. В марте 1938 году он был арестован органами НКВД СССР по сфабрикованному обвинению, но в июле 1939 года был освобождён и продолжил службу в кавалерийских частях.
С июля 1941 года полковник Всеволод Борисович Дубов — на фронтах Великой Отечественной войны, командовал 390-м стрелковым полком. В августе 1941 года в боях на Западном фронте Дубов получил тяжёлое ранение и долгое время лечился в госпиталях. С августа 1942 года он командовал 23-й кавалерийской дивизией 15-го кавалерийского корпуса, а с июня 1943 года служил заместителем начальника штаба и начальником оперативного управления штаба Закавказского фронта.
После окончания войны Дубов продолжил службу в Советской Армии. 3 августа 1953 года ему было присвоено воинское звание генерал-лейтенанта. С марта 1957 года Дубов служил заместителем командующего войсками Сибирского военного округа по боевой подготовке и одновременно начальника окружного Управления боевой подготовки.
Начальник штаба Северного военного округа. Избирался депутатом Верховного Совета Карело-Финской ССР и Верховного Совета Карельской АССР.
В августе 1960 года Дубов был уволен в запас. Проживал в Киеве. Умер 26 ноября 1975 года, похоронен на Лукьяновском военном кладбище Киева.
Был награждён орденом Ленина, тремя орденами Красного Знамени, орденом «Знак Почёта» и рядом медалей.